# العلاقات البرازيلية اللاتفية
العلاقات البرازيلية اللاتفية هي العلاقات الثنائية التي تجمع بين البرازيل ولاتفيا.

## مقارنة بين البلدين
هذه مقارنة عامة ومرجعية للدولتين:
| وجه المقارنة                                              | البرازيل | لاتفيا                                             |
| --------------------------------------------------------- | --- | -------------------------------------------------- |
| المساحة (كم2)                                             | 8.52 مليون | 64.59 ألف                                          |
| عدد السكان (نسمة)                                         | 202.66 مليون | 1.93 مليون                                         |
| الكثافة السكانية (ن./كم²)                                 | 23.79 | 29.88                                              |
| العاصمة                                                   | برازيليا، ريو دي جانيرو | ريغا                                               |
| اللغة الرسمية                                             | برتغالية برازيلية، Brazilian Sign Language ‏ | اللغة اللاتفية                                     |
| العملة                                                    | ريال برازيلي، كروزيرو ريال برازيلي ‏، كروزيرو البرازيلية (1990–1993)، البرازيلي كروزادو نوفو، كروزادو برازيلي، cruzeiro ‏، كروزيرو البرازيلية (1942–1967)، الريال البرازيلي (قديم) | يورو، لاتس لاتفي، الروبل اللاتفي ‏، الروبل اللاتفي ‏ |
| الناتج المحلي الإجمالي (بليون دولار)                      | 2.06 تريليون | 30.26 مليار                                        |
| الناتج المحلي الإجمالي (تعادل القوة الشرائية) بليون دولار | 3.22 تريليون | 49.24 مليار                                        |
| الناتج المحلي الإجمالي الاسمي للفرد دولار أمريكي          | 8.54 ألف | 14.06 ألف                                          |
| الناتج المحلي الإجمالي للفرد دولار أمريكي                 | 15.89 ألف | 23.55 ألف                                          |
| مؤشر التنمية البشرية                                      | 0.754 | 0.819                                              |
| رمز المكالمات الدولي                                      | +55 | +371                                               |
| رمز الإنترنت                                              | .br | .lv                                                |
| المنطقة الزمنية                                           | | ت ع م+02:00، ت ع م+03:00، أوروبا/ريغا ‏             |

## مدن متوأمة
في ما يلي قائمة باتفاقيات التوأمة بين مدن برازيلية ولاتفية:
- ترتبط Nova Odessa [الإنجليزية]‏ مع يلغافا باتفاقية توأمة منذ 10 يونيو 2007.

## منظمات دولية مشتركة
يشترك البلدان في عضوية مجموعة من المنظمات الدولية، منها:
| علم المنظمة | اسم المنظمة                        | تاريخ انضمام البرازيل | تاريخ انضمام لاتفيا |
| ----------- | ---------------------------------- | --------------------- | ------------------- |
|             | الاتحاد البريدي العالمي            | ?                     | ?                   |
|             | يونسكو                             | 4 نوفمبر 1946         | 9 يوليو 1951        |
|             | البنك الدولي للإنشاء والتعمير      | 14 يناير 1946         | 11 أغسطس 1992       |
|             | منظمة التجارة العالمية             | ?                     | 1999                |
|             | وكالة ضمان الاستثمار متعدد الأطراف | 7 يناير 1993          | 21 أغسطس 1998       |
|             | الاتحاد الدولي للاتصالات           | 4 يوليو 1877          | 11 ديسمبر 1921      |
|             | منظمة الشرطة الجنائية الدولية      | ?                     | ?                   |
|             | مؤسسة التمويل الدولية              | 31 ديسمبر 1956        | 29 سبتمبر 1993      |
|             | مجموعة الموردين النوويين           | ?                     | ?                   |
|             | الأمم المتحدة                      | 24 أكتوبر 1945        | 17 سبتمبر 1991      |
|             | مؤسسة التنمية الدولية              | 15 مارس 1963          | 11 أغسطس 1992       |
|             | الفريق المعني برصد الأرض           | ?                     | ?                   |
|             | منظمة حظر الأسلحة الكيميائية       | ?                     | ?                   |

## أعلام
هذه قائمة لبعض الشخصيات التي تربطها علاقات بالبلدين:
- لورا ريزوتو (18 يوليو 1994 – )

## وصلات خارجية
- موقع وزارة الخارجية البرازيلية
- موقع وزارة الخارجية اللاتفية